# Aus meinen Kindertagen
Aus meinen Kindertagen (Originaltitel: Ett barns memoarer) ist der Titel des zweiten Teils der Autobiografie der schwedischen Schriftstellerin Selma Lagerlöf, erschienen 1930. Der Titel bedeutet, wörtlich übersetzt: „Memoiren eines Kindes“.

## Allgemeines
Ett barns memoarer knüpft an den ersten Teil von Selma Lagerlöfs Autobiografie, Mårbacka, an und behandelt im zeitlichen Anschluss hieran Selma Lagerlöfs zehntes bis vierzehntes Lebensjahr. Wie in Mårbacka schildert Selma Lagerlöf das Leben auf dem elterlichen Gut Mårbacka mit all den kleinen und großen Ereignissen, die sich dort zugetragen haben, und vermittelt ein anschauliches Bild vom Leben dort.
In der Erzählhaltung unterscheidet sich freilich Ett barns memoarer deutlich vom ersten Teil der Autobiografie: Während Selma Lagerlöf im ersten Teil aus langer zeitlicher Distanz von sich selbst in der dritten Person schreibt, lebt der zweite Teil der Autobiografie von der Fiktion, das Buch sei von Selma Lagerlöf schon als Kind geschrieben. Hierauf verweist bereits der schwedische Originaltitel. In Ett barns memoarer schreibt Selma Lagerlöf daher von sich in der ersten Person. Sie verwendet einen bewusst naiven, stilisiert kindlichen Stil, um den Anschein zu erwecken, das Buch sei von einem Kind verfasst. So beginnen viele Kapitel mit dem Satz „Und wir finden, es ist so lustig...“, und oft schildert sie Ereignisse mit der Bemerkung, dass sie als Kind die Zusammenhänge nicht richtig begreife. Wie für Selma Lagerlöf typisch, besteht das Buch aus einzelnen Kapiteln, die in sich abgeschlossene Kurzgeschichten darstellen.
Im Unterschied zum ersten Teil der Autobiografie ist hier ein dunklerer, wenn auch durch den scheinbar kindlichen Stil geschickt verpackter, Ton zu vernehmen. Von dem bei einem Eisenbahnunglück getöteten Bahnwärter im Eingangskapitel bis hin zu dem Grab des toten Kindes im Kapitel Kyrkresan („Die Fahrt zur Kirche“) und dem Anflug von Wahnsinn im Blick der Tochter von Onkel Schenson, als diese davon spricht, was passieren werde, wenn ihr verwitweter Vater erneut heiratet, im Kapitel Morbror Schenson („Onkel Schenson“): Immer wieder wird die scheinbare Idylle durch beunruhigende Momente getrübt. Am Ende steht die Erschütterung im programmatisch so genannten Kapitel Jordbävning („Erdbeben“): Die Nachricht, dass ein Onkel sein Gut verkaufen muss, weitet sich aus zu der Erkenntnis, dass aufgrund der wirtschaftlichen Krise alle Güter im Värmland und nicht zuletzt auch das eigene Heim bedroht sind.
Das Bedrohliche findet Selma Lagerlöf auch in der eigenen Person: In dem Kapitel Kortspelet („Das Kartenspiel“) schildert sie in eindrucksvoller Bildersprache, wie in ihr der Zorn hochsteigt, als sie glaubt, beim Kartenspiel betrogen worden zu sein, wie sie sich dann aber bezwingt und Selbstbeherrschung lernt. In ähnlicher Weise lässt Selma Lagerlöf in Liljecronas Heim Maja Lisa das Böse in der eigenen Seele kennenlernen.
Ein Höhepunkt des Buchs ist das Kapitel Sunnebalen („Der Ball in Sunne“), in der Selma Lagerlöf ihr persönliches Martyrium anspricht: Sie will nicht mit zum Ball nach Sunne fahren, weil sie hinkt und deshalb keiner mit ihr tanzen will. Aber der Vater lässt sich nicht erweichen, und es kommt, wie es kommen muss: Alle lassen sie beim Tanzen sitzen. Das Schicksal des Außenseiters spielt in Selma Lagerlöfs Werk immer eine wichtige Rolle.
Aus der scheinbar zufälligen Zusammenstellung der einzelnen Episoden zeichnen sich allmählich zwei Handlungslinien ab: Zum einen wird das Schicksal von Selma Lagerlöfs geliebtem Vater geschildert, der sich nach einer schweren Lungenentzündung nicht mehr richtig erholt, zunehmend mutlos und kraftlos wird und, statt das Gut voranzubringen, seine Zeit mit der Anlage eines sinnlosen Teichs verschwendet. Zum anderen erlebt der Leser, wie in der Autorin allmählich der Entschluss reift, Schriftstellerin zu werden und Romane zu schreiben. Am Schluss des Buchs werden beide Handlungslinien verknüpft: Die Autorin möchte reich und berühmt sein, um ihrem Vater helfen zu können.
Interessant ist Ett barns memoarer auch, weil hier viele Figuren und Motive aus Selma Lagerlöfs Romanen wiederzuerkennen sind. Das Gut Herresta mit dem blauen Kabinett ist unschwer als Gut Borg aus Gösta Berling zu identifizieren, und die alte Frau, die aus Angst vor den Elstern das Haus nicht verlassen wollte, war das Vorbild für die auf Borg lebende böse Gräfin Märta Dohna. Der Landstreicher Agrippa Prästberg, der von Hof zu Hof zieht, um die Standuhren zu reparieren, bis sie schließlich kaputt sind, obwohl sie vorher tadellos funktionierten, tritt in Der Kaiser von Portugallien auf. Sogar die Hauptperson dieses Romans, der verrückte Jan i Skrolycka, wird beiläufig erwähnt. Die Fahrt des Pastors Unger nach Karlstad schließlich, der sich am letzten Tag der Bewerbungsfrist um ein attraktives Pastorat bewerben will, im allerletzten Augenblick aber seine Bewerbung doch nicht abgibt, verwendet Selma Lagerlöf in Liljecronas Heim.